# Кубок ісландської ліги з футболу
Кубок ісландської ліги (англ. Deildabikar) — друге за значимістю кубкове футбольне змагання у Ісландії. Турнір був вперше проведений у 1996 році.

## Формат турніру
У кубку ісландської ліги беруть участь лише професійні клуби. Кубок неодноразово змінював свій формат з моменту дебютного сезону. Сьогодні кубок складається з двох етапів. На груповому етапі команди розділені на чотири групи по 6 команд, де вони зустрічаються між собою по одному разу. Переможці груп виходять у плей-оф, де вони і визначають переможця. Фінал складається з одного матчу.

## Перемоги за клубами
| Клуб                 | Переможець                                         | Фіналіст |
| -------------------- | -------------------------------------------------- | -------- |
| КР                   | 8 (1998, 2001, 2005, 2010, 2012, 2016, 2017, 2019) | 1        |
| Гапнарфйордур        | 7 (2002, 2004, 2006, 2007, 2009, 2014, 2022)       | 1        |
| Валюр                | 5 (2008, 2011, 2018, 2023, 2025)                   | 6        |
| Брейдаблік           | 3 (2013, 2015, 2024)                               | 4        |
| Акранес              | 3 (1996, 1999, 2003)                               | 2        |
| Ґріндавік            | 1 (2000)                                           | 2        |
| Вестманнаейя         | 1 (1997)                                           | -        |
| Філкір               | -                                                  | 4        |
| Вікінгур (Рейк'явік) | -                                                  | 2        |
| Кеплавік             | -                                                  | 2        |
| Акурейрі             | -                                                  | 2        |
| Фрам                 | -                                                  | 1        |
| Проттур              | -                                                  | 1        |